# 三井港倶楽部

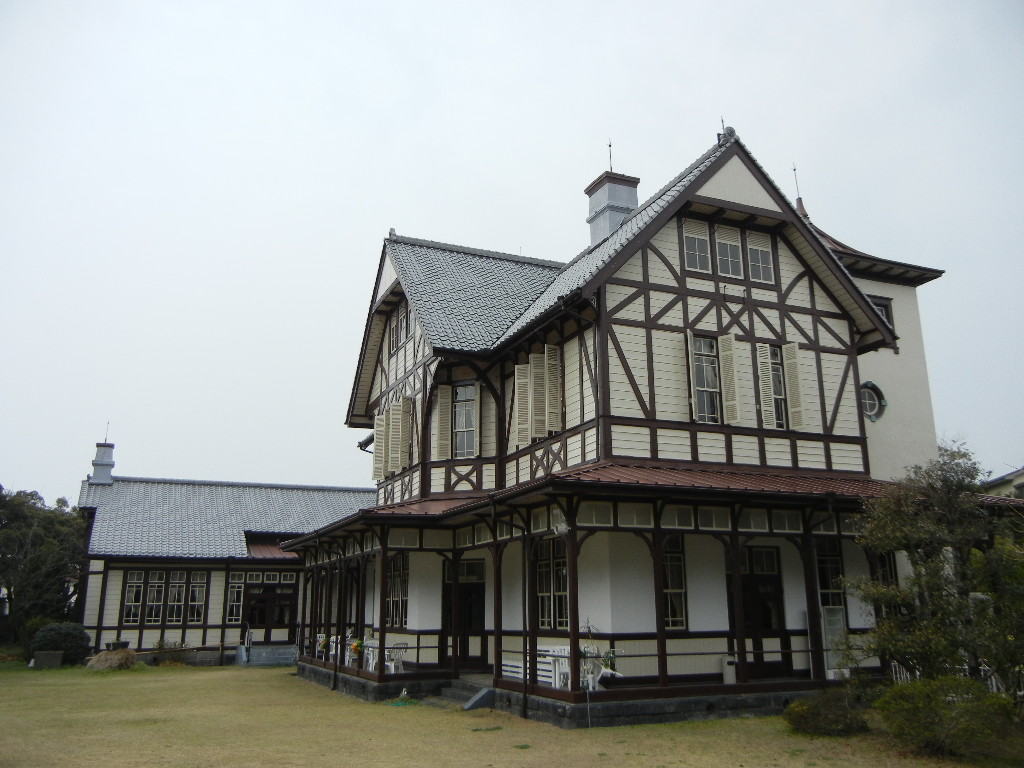
三井港倶楽部

三井港倶楽部（みついみなとくらぶ）は、福岡県大牟田市西港町2丁目にある、歴史的建造物および庭園である。

## 概要
三井関係の社交倶楽部であるとともに、外国高級船員の宿泊や接待の場所、あるいは皇族を始め、政財界人の迎賓館として広く利用されてきた。
1949年（昭和24年）には昭和天皇も訪れたことがあり、庭園には記念樹が植栽されている。また、1969年（昭和44年）1月には、明治を代表する優美な洋風建築物として日本建築学会より文化財の対象建築の推薦を受けている。
家具や調度品、シャンデリアは建物専用に作られ、100年以上の時を経てもほとんどが現役で、現在は総合結婚式場やレストランとして使用されている。
かつては三井港倶楽部と並び、来訪賓客の大牟田市内最高の宿泊所として、三井山ノ上倶楽部が存在していたが、1945年7月の大牟田空襲により焼失した。

## 歴史
- 1907年（明治40年）8月10日 清水組（現・清水建設）3代目社長・清水満之助により設計起工
- 1908年（明治41年）
  - 2月16日 上棟
  - 8月15日 三池港の開港にあわせて開館
- 1987年（昭和62年） 一般公開が始まる[1]
- 2004年（平成16年）12月25日 三井鉱山の経営難により閉館[1]
- 2005年（平成17年）
  - 11月6日 株式会社・港倶楽部保存会が発足し、旧三井港倶楽部（きゅうみついみなとくらぶ）として営業再開[1]
  - 12月12日 大牟田市の指定文化財に指定される
- 2007年（平成19年） 経済産業省の近代化産業遺産に認定される[1]
- 2017年（平成29年）5月 譲渡契約により、株式会社・港倶楽部保存会より三井松島産業へ譲渡される[2]
- 2018年（平成30年）
  - 1月29日 改修工事により休館[3]
  - 2月 名称を変更、三井港倶楽部となる[4]
  - 4月7日 営業再開[3][4]

## 周辺
- 三池港
- 諏訪川

## 交通

### 公共交通機関
JR鹿児島本線
- 大牟田駅または荒尾駅より西鉄バス大牟田2番系統　三川町一丁目バス停下車

西鉄天神大牟田線
- 大牟田駅より西鉄バス大牟田2番系統　三川町一丁目バス停下車

### 自家用車
- 九州自動車道南関インターチェンジより約15㎞。